# Luci Neraci Marcel
Luci Neraci Marcel (en llatí Lucius Neratius Marcellus) va ser governador de Britànnia a principis del segle ii.
El càrrec li fou encomanat als voltants de l'any 103 com a successor de Tiberius Avidius Quietus. Abans havia estat senador i amic de Plini el jove amb qui va discutir per cartes sobre el Principat. Plini li va demanar a Marcel que anomenés a Suetoni tribú de Britànnia malgrat que pel que sembla, aquest darrer rebutjà l'oferiment. Marcel aconseguí algunes victòries a la província gràcies a acords de patronatge amb cabdills locals, aparentment sense consultar l'exèrcit.
Malgrat tot, hi ha proves de revoltes en el nord de la província durant el seu període com a governador, resultant en una nova delimitació de la frontera a la línia de la via romana coneguda com a Stanegate.